# 林秀樹
林 秀樹（はやし ひでき、1973年1月 - ）は、日本の薬剤師、薬学者（臨床薬理学・薬剤学・薬物動態学）。学位は、博士（薬学）（静岡県立大学・2008年）。岐阜薬科大学薬学部教授。
岐阜大学医学部附属病院薬剤師、静岡県立大学薬学部講師などを歴任した。

## 来歴

### 生い立ち
1973年生まれ。愛知県尾西市にて育ち、尾西幼稚園、尾西市立起小学校、尾西市立第一中学校を経て、愛知県立一宮西高等学校に入学した。1991年、愛知県立一宮西高等学校を卒業し、翌年、名城大学に入学した。名城大学では薬学部の製薬学科にて学び、1996年に卒業した。同年、静岡県立大学の大学院に進学した。薬学研究科の薬学専攻にて学び、1998年に博士前期課程を修了した。

### 薬剤師として
1998年、岐阜大学医学部附属病院に採用され、薬剤部に配属された。以来、薬剤部に所属する薬剤師として活動し、2004年に退職した。同年、母校である静岡県立大学の大学院に再び進学し、博士後期課程に在籍した。薬学研究科の医療薬学専攻にて学び、2005年に博士後期課程を中途退学した。なお、のちの2008年に、「博士（薬学）」の学位を取得している。

### 薬学者として
大学院の博士後期課程を中途退学した翌月から、静岡県立大学の薬学部にて講師に就任した。また、静岡県立大学の大学院では、薬学研究科の講師も兼任している。2008年より、静岡県立総合病院の臨床指導薬剤師も務めている。

## 研究
専門は薬学であり、臨床薬理学、薬剤学、薬物動態学といった分野を中心に研究している。特に、薬剤応答性に影響する遺伝子多型の解析に取り組んでおり、薬物治療適正化への応用を試みている。また、ゲノム情報に基づき、創薬としての組み換えヒト型抗体医薬の開発を目指している。
2011年3月、東北地方太平洋沖地震の発生とそれにともなう東日本大震災を受け、静岡県立大学では緊急医療チームを編成した。林は第一陣として緊急医療チームに参加し、2011年3月23日から宮城県石巻市付近で医療支援活動を展開した。津波で水没した医療機関の調剤業務の補助や、薬品の仕分けなど、さまざまな支援活動を2週間にわたって実施した。現地での状況については「十分な診療施設や物資がない中でも、医療スタッフの理想的な連携で最大限の診療ができていた」と評している。

## 人物
自身の趣味として、日曜大工や登山などを挙げている。また、「電話級（現 第四級）アマチュア無線技士」の資格を持つ。

## 略歴
- 1973年 - 誕生。
- 1979年 - 尾西幼稚園卒園。
- 1985年 - 尾西市立起小学校卒業。
- 1988年 - 尾西市立第一中学校卒業。
- 1991年 - 愛知県立一宮西高等学校卒業。
- 1996年 - 名城大学薬学部卒業。
- 1998年 - 静岡県立大学大学院薬学研究科博士前期課程修了。
- 1998年 - 岐阜大学医学部附属病院薬剤部入局。
- 2004年 - 岐阜大学医学部附属病院薬剤部退職。
- 2005年 - 静岡県立大学大学院薬学研究科博士後期課程中途退学。
- 2005年 - 静岡県立大学薬学部講師。
- 2008年 - 静岡県立総合病院臨床指導薬剤師。

## 主要な共同執筆
- 林秀樹ほか「がん化学療法における携帯型ディスポーザブル注入ポンプの流速変動因子の解析」『日本病院薬剤師会雑誌』2009年。
- "Generation of a recombinant single-chain variable fragment (scFv) targeting 5-methyl-2'-deoxcytidine", Journal of Biochemistry, 2010.
- 坂和園子ほか「ワルファリン服用患者における出血リスクに対するプロトンポンプ阻害薬併用の影響」『日本病院薬剤師会雑誌』2010年。